# 文化外交

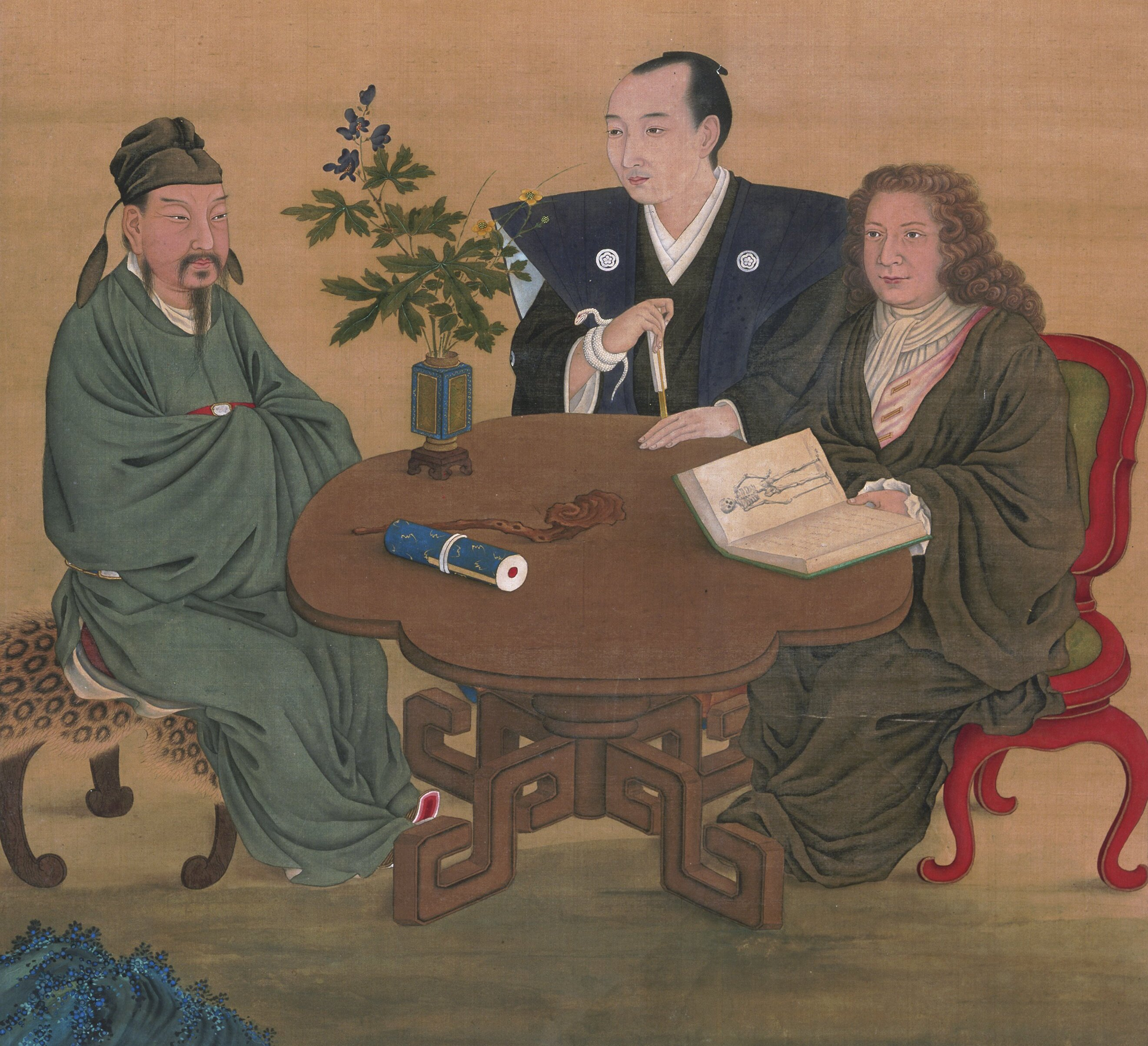
《和汉洋三贤士图》，司马江汉作（c. 18世纪末）

文化外交是“各国及其人民之间交流思想、信息、艺术、语言和其他文化方面，以促进相互理解”的一种软实力。